# Tàngara d'Haití
La tàngara d'Haití (Calyptophilus tertius) és un ocell de la família dels caliptofílids (Calyptophilidae).

## Hàbitat i distribució
Habita zones amb matolls dens, vegetació semiàrida, especialment a prop de l'aigua, a les muntanyes del sud-oest de la Hispaniola, al sud de Haití.